# HD 60863
HD 60863 (nota anche come p Puppis) è una stella bianco-azzurra nella sequenza principale di magnitudine 4,64 situata nella costellazione della Poppa. Dista 225 anni luce dal sistema solare.

## Osservazione
Si tratta di una stella situata nell'emisfero celeste australe; grazie alla sua posizione non fortemente australe, può essere osservata dalla gran parte delle regioni della Terra, sebbene gli osservatori dell'emisfero sud siano più avvantaggiati. Nei pressi dell'Antartide appare circumpolare, mentre resta sempre invisibile solo in prossimità del circolo polare artico. La sua magnitudine pari a 4,6 fa sì che possa essere scorta solo con un cielo sufficientemente libero dagli effetti dell'inquinamento luminoso.
Il periodo migliore per la sua osservazione nel cielo serale ricade nei mesi compresi fra dicembre e maggio; nell'emisfero sud è visibile anche all'inizio dell'inverno, grazie alla declinazione australe della stella, mentre nell'emisfero nord può essere osservata limitatamente durante i mesi della tarda estate boreale.

## Caratteristiche fisiche
La stella è una bianco-azzurra nella sequenza principale; possiede una magnitudine assoluta di 0,45 e la sua velocità radiale positiva indica che la stella si sta allontanando dal sistema solare.

## Sistema stellare
HD 60863 è un sistema multiplo formato da 3 componenti. La componente principale A è una stella di magnitudine 4,64. La componente B è di magnitudine 9,3, separata da 38,4 secondi d'arco da A e con angolo di posizione di 156 gradi. La componente C è di magnitudine 10,0, separata da 42,2 secondi d'arco da B e con angolo di posizione di 130 gradi.